# 天河师范学堂
天河师范学堂，也称天津初级师范学堂，1905年6月由明末清初教育家胡家祺天津城西北角创办，并任学堂监督，是天津最早的师范学校之一。

## 历史
清光绪三十一年（1905）六月，由胡家祺在天津城西北角文昌宫北洋校士馆内创办。1910年，该学堂划归直隶省管辖，改称直隶第一师范学堂，1912年改为直隶省立第一师范学校。1928年，由于直隶省改称河北省，校名改为河北省立第一师范学校。三十年代改称河北省立天津师范学校。1952年改为河北师范学院附中。1962年5月1日改为天津市志成道中学。八十年代末撤并。